# هاون (سلاح)
الهَاوَنُ قطعة مدفعية صغيرة ذات عيار قوي للضرب العمودي. من الأسلحة النارية القديمة بسيطة قليلة التعقيد وهي تتوفر بعيارات مختلفة وان كان الشائع منها العيارات 60 مم،81 مم، 120 مم، ويوجد عيارات أخرى تختلف حسب مصدر إنتاجها.

## الاختراع

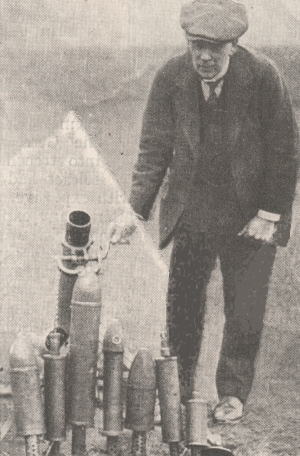
مخترع الهاون الإنجليزي ولفريد ستوكس

مخترع الهاون هو ستوكس "Stockes" الإنجليزي الذي خدم في الجيش البريطاني ابتداءً من عام 1917. عرف هذا النوع من المدافع تعديلات لتحسين فعاليته وتطويره بالتعاون مع الفرنسي إدغار براندت "Edgard brandt".
وفي عقد الثلاثينات قام براندت بتطوير الهاون من عيار 81 مم إلى عيار 155 مم ونتيجة للتعديلات المتوالية. أصبح «الهاون ستوكس ـ براندت» هو أصل جميع الهاونات الحديثة.

## التكوين
يتكون مدفع الهاون من أنبوب معدني (فولاذ) يوجد في قاعدته إبرة أو مسمار إطلاق، وتعتمد على التلقيم من الأمام وذلك بإلقاء قنبلة الهاون من فوههة المدفع لتنزل بفعل الجاذبية وطاقة وزنها ليرتطم المشعل الموجود في وحدة الذيل للقنبلة بمسمار الإطلاق أو الإبرة والتي تشعل حشوة الإشعال المبدئية الموجودة في وحدة الذيل والتي بدورها تشعل حشوة الدفع لتقذف القنبلة خارج السبطانة.
يتم استخدام الهاونات من قبل قوات المشاة والعمليات الخاصة سواء كانت محمولة أو راجلة. تم تطوير مدفع هاون محمول على عربات يعمل على التلقيم الخلفي. يتكون المدفع من السبطانة، القاعدة اوصينية تثبيت، المنصب، ناظور.

## أنواع الذخيرة
يتوفر لمدافع الهاون عدة أنواع من الذخيرة:
- القذائف شديدة الانفجار (HE).
- القذائف الدخانية (SMK WP)(فوسفور أبيض).
- قذائف الإنارة (ILLUM).
- وقذائف التدريب (PRAC).

## مميزات الهاون
1. يرمي من زاوية 45 درجة إلى زاوية 90 درجة (زاوية عمودية) من الناحية النظرية، ويسمى هذا النوع من الرماية بالرماية القوسية.
2. يمكنه الرماية على زاوية 360 درجة أفقياً مع تغير وضعية الأرجل.
3. يتم تلقيم المدفع من فوهة هذا بالنسبة للهاونات الصغيرة والمتوسطة، أما الهاونات الكبيرة 160 ملم و240 ملم وبعض الهاونات من عيار 120 ملم فتلقم من الأسفل وذلك لثقل وزن القذيفة.
4. يرمي الهاون عدة أنواع من القذائف وأهمها القذائف المتفجرة والمشظية، كما ويرمي قنابل مضيئة، ويمكن التحكم في توقيت انفجار قذائف الهاون. حيث يمكن أن تنفجر قبل وصول الهدف وتسمى القذائف الانشطارية، ويمكن أن تنفجر بعد اصطدامها بالهدف بعدة ثواني وهذه تستخدم ضد المباني وذلك لضمان اختراقها السقف ووصولها داخل الشقة المطلوبة.
5. سهل الاستخدام ولا يحتاج لتعليم عالي.
6. سهل الحمل والفك والتركيب.
7. ليس له حقل رماية ميت فيمكنه الرماية على جميع الأهداف التي تقع ضمن مداه.
8. قوة التأثير حيث تنتشر شظايا قذائفه في دائرة قطرها 50 م.
9. المناورة حيث يمكن للهاون أن يرمي على عدة أهداف من مكان واحد.

## أنواع الهاون
أولاً: هاون العيار الصغير
هاون الكوماندوز وعياره بين 50 ملم - 60 ملم، قابل للنقل والحمل دفعة واحدة دون تفكيكه. وهو عبارة عن سبطانة وقاعدة ملتحمتان وخفيفة الوزن تتراوح أوزانها بين 3.5 – 20 كغم. ويصل مداه إلى 1800 متر، ويختلف التسديد فيما بينها، ويبدأ من استخدام الخط الأبيض الذي يكون مرسوم على السبطانة إلى استخدام جهاز التوجيه (التام والمليم). وعندما ترتطم القذيفة بالارض يندفع الصاعق باتجاه المسمار الأمامى بفعل الصدمة وتتم عملية التفجير، وأحياناً يضع البعض الصاعق بشكل ثابت ومسمار الطرق متحرك فيعطي أيضا نفس النتيجة.
ويجب أن تكون أنبوبة الإطلاق من معدن قوي جداً وملساء من الداخل، ولا ينصح بضرب أكثر من خمس قذائف في المرة الواحدة، خصوصاً في الهاونات المصنعة يدوياً.
ثانياً: الهاونات المتوسطة
تتراوح عيارتها بين 81 – 82 ملم، ونجد أن الدول الأوربية والأمريكية تستخدم هاون عيار 81 ملم، أم الدول الشرقية فتستخدم عيار 82 ملم، وبصفة عامة فيه تتشابه في أوزانها حيث تكون في المتوسط 40 كغم. وأما مداها فمحصور بين 3000 – 6000 م.
ثالثاً: الهاونات الثقيلة
تتراوح عياراتها بين 107 – 120 ملم، هذا في الدول الغربية؛ أما في الدول الشرقية فالهاونات على الشكل التالي:
- العيارات: 240 ملم 160 ملم 120 ملم
- تاريخ الصنع: 1952م 1953 م 1943م
- طول السبطانة: 5376 ملم 4560 ملم 1848 ملم
- المدى الأقصى: 9700م 8000م 5700م
- الوزن الكلي: 3610 كغم 1300 كم 274.8 كغم

وتمتاز الأسلحة الروسية بخشونتها، ولكنها موثوقة ومكيفة تماماً مع احتياجات المقاتل.

## سلبيات الهاون
1. طول مدة تحضيره وتربيضه.
2. إمكانية كشف المدفع ليلاً نتيجة اللهب الذي يخرج من السبطانة ويمكن تفادي ذلك باختيار المكان المناسب أو موضع خافت لهب للسبطانة.
3. عدم الدقة في الرماية حيث لا تأتي قذيفتين في مكان واحد رغم انطلاقهما من نفس المدفع وبنفس القراءة ويعود ذلك للأسباب التالية:
  1. طول مدة طيران القذيفة وارتفاعها عن الأرض مما يجعلها تتأثر بالتيارات الهوائية.
  2. الاختلاف في حجم القذائف ووزنها.
  3. اختلاف نوعية حلقات البارود.
  4. الاختلاف في عيار جوف السبطانة نتيجة ارتفاع حرارتها من طول مدة الرمي.

## تكوين القنبلة

### الفتائل
- فتيل (طابة إشعال) يمكن أن تكون من أحد الأنواع التالية:
- الفتائل الارتطامية (Point Detonating PD): تعمل عند ارتطامها بجسم صلب (الأرض).
- الفتائل التقاربية (Proximity): فتائل تعمل عند اقترابها من الهدف على إرسال إشارة وعند بلوغها مسافة محددة سلفا تنفجر في الهواء.
- الفتائل الميكانيكية: سواءالتوقيتية (Mechanical Time MT) أو السريعة (Mechanical Time Super Quick) أو التأخيرية (Delay).

### جسم القنبلة
- يتم في القنابل شديدة الانفجار عادة استخدام الفولاذ القابل للتشظي ويعباء بمركب متفجر ثالث نتريت التلوين تي ان تي (TNT) وان كانت القنابل الحديثة تستخدم «مركب ب» (COMP B).
- قنابل دخان الفوسفور الأبيض حيث يتم استخدام نفس الجسم المعدني المستخدم في القنابل شديدة الانفجار ولكن يتم تعبئة القنبلة بالفوسفور الأبيض ويوجد في الوسط عامود يحتوي على مواد متفجرة تعمل على تكسير الجسم الخارجي ونشر مادة الفوسفور الأبيض والذي يشتعل بمجرد ملامسته للهواء (الأكسجين) ناشرا سحابة من الدخان الأبيض الكثيف (يعتبر أيضا مثالياً لاستخدامه كعنصر إحراق للأهداف).
- قنابل الإنارة وهي عبارة عن جسم معدني، الجزء الأسفل منه قابل للانفتاح بقوة ضغط حشوة الفتيل الذي بدوره يشعل علبة تحتوي على مركب المغنيسيوم المشتعل ليعطي قوة إنارة تقاس بمئات الآلاف من الشمعات وهذه العلبة موصولة في نهايتها بمظلة تعمل على إبقاء الشعلة في الجو لأطول فترة ممكنة (تحسب بالثواني).
- وحدة الذيل وهي عبارة عن زعانف ثابتة مصنوعة من الألمنيوم تحتوي على كبسولة إشعال، وكذلك حشوات الدفع، ويتم حاليا استخدام نظام حشوات الدفع على شكل حدوة فرس.

### أجزاء الهاون
1. السبطانة: هي عبارة عن ماسورة ملساء مقفلة من الخلف بواسطة مغلاق حلزوني عند الهاونات المتوسطة أما عند الهاونات ذات العيار الكبير فيتكون الجزء الخلفي من مغلق قابل لفك بسهولة كما هو الحال بالمدفعية الحلزونية لأن هذه الهاونات تذخر من الخلف.
2. الناقر: (الإبرة) وتكون في الهاونات الصغيرة والمتوسطة ثابتة، ولها وضعيتين فقط (أمان، ونار) حيث أن القذيفة عند إسقاطها من السبطانة، تصطدم الكبسولة الموجودة في عقب القذيفة في الناقر، فتخرج القذيفة مباشرة. أما في الهاونات الكبيرة فهي فيمكن التحكم بها كما هو حال الزناد في الأسلحة العادية، حيث يربط محرر الإبرة بحبل يتم شده عندما يقرر الإطلاق، وهذه الخاصية، لأن الهاون يلقم من الخلف كما ذكرنا، ووجود الحبل ليكون الرامي بعيد عن ضغط الانفجار. الكبير عند انطلاق القذيفة.
3. المنصب الثنائي الأرجل: ووظيفته مسك الجزء الأمامي للسبطانة في أي زاوية من زوايا الارتفاع، ويحوي المنصب على أجهزة التحريك الأفقي والعامودي ومحور التحريك الأفقي وجهاز امتصاص الضغط (المهمدين) كما يتكون المنصب من ساقين يتصلان ببعضهما البعض بالمفصل الذي يحتوي جهاز الرفع والدوران الميكانيكي وجهاز تسوية الميلان الميكانيكي أيضاً.
4. القاعدة: هي جسم معدني فيه حوض تثبت فيه الكرة الحديدية الموجودة في مؤخرة مغلاق السبطانة، وتستخدم لمسك وتثبيت السبطانة من الخلف، وتكون على عدة أشكال إما مثلثة الشكل أو دائرية أو مربعة، وذلك حسب الدول المصنعة، ووظيفتها تثبيت المدفع كي يحافظ على اتجاه الرمي. ولكي توزع الضغط الناتج عن الرماية، فتحافظ على سبطانة المدفع من الانغراس في الأرض.
5. هناك قواعد تكون عبارة عن عجلات وخوصاً بالمدافع من العيار الثقيل.
6. الموجه أو المنظار أو المبصار حيث أن له عدة تسميات. وتكون المنظار من:
  1. قاعدة المنظار.
  2. مثبت المنظار.
  3. طبلة الارتفاع مدرجة بالمليم (من 0 إلى 100 مليم).
  4. طبلة الارتفاع مدرجة بالتام من (0 إلى 10 تام).
  5. طبلة الزاوية الجانبية من (0 إلى 100 مليم).
  6. طبلة الزاوية الجانبية من (0 إلى 60 تام).
  7. عتلة التوجيه السريع.
  8. العدسات (العينية والشيئية).
  9. فقاعة التضبيط الارتفاعي.
  10. فقاعة الميل الجانبي.
  11. نيشان فرضة وشعيرة للتوجيه الابتدائي.

## معرض صور

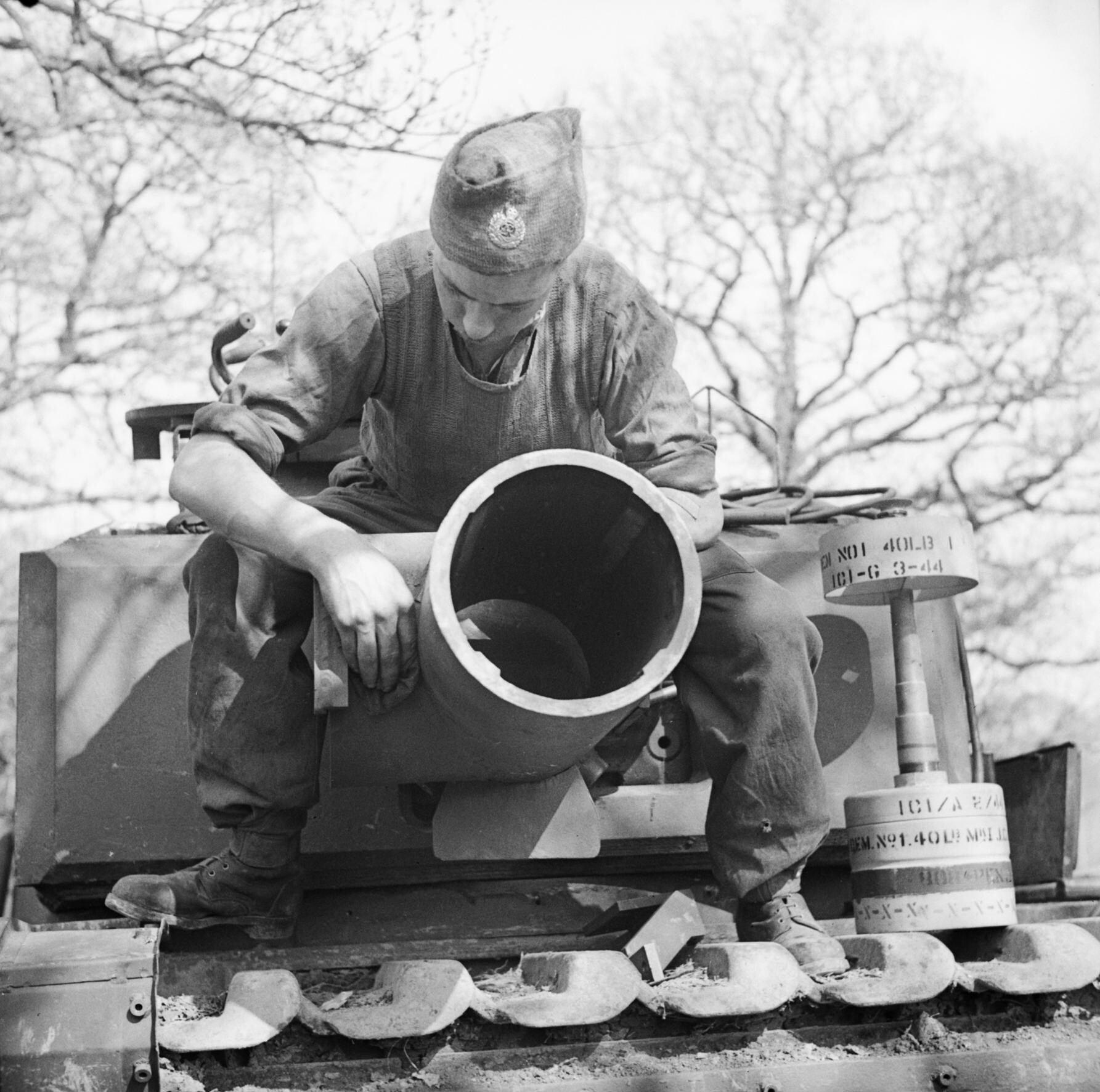
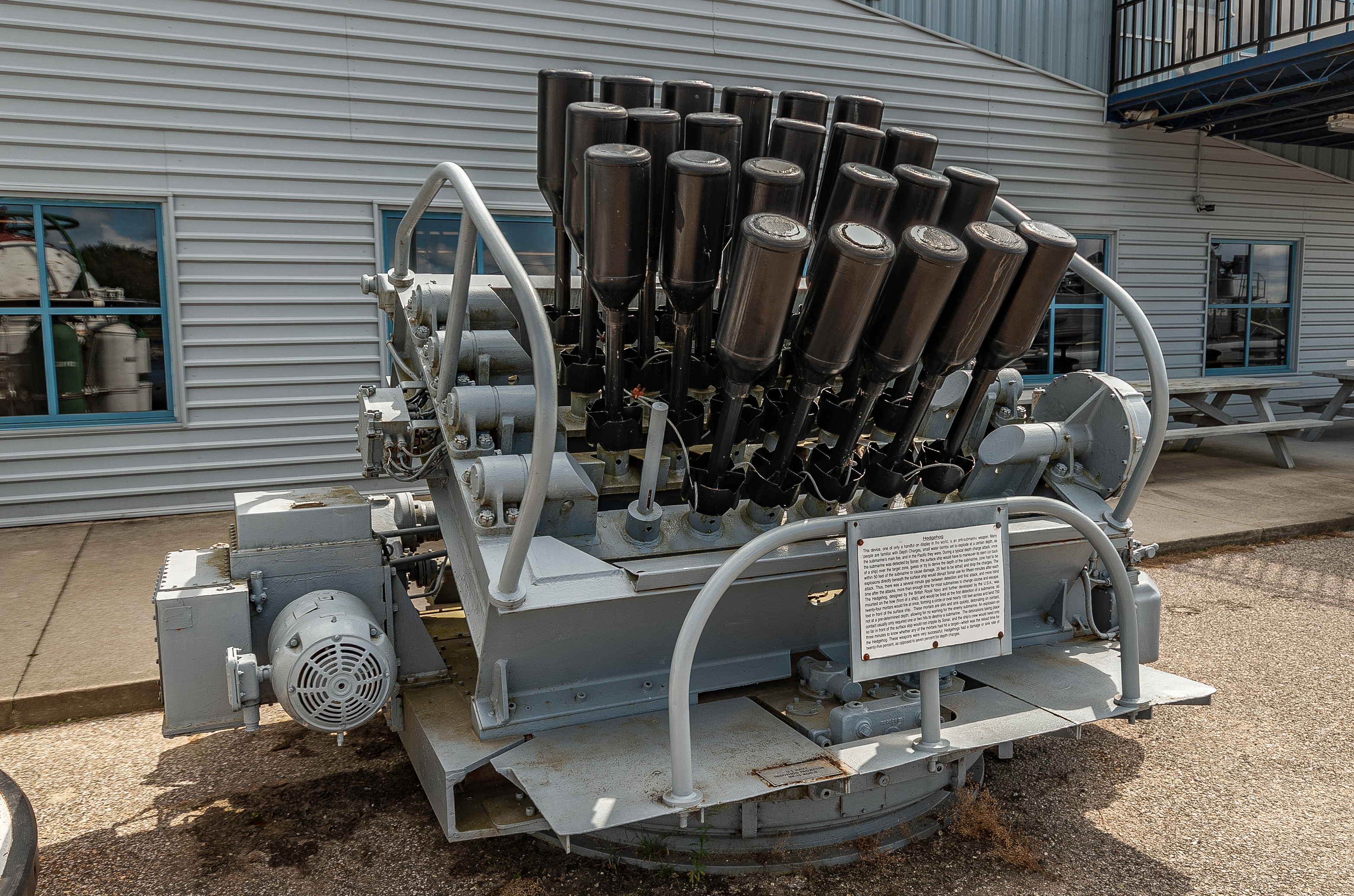
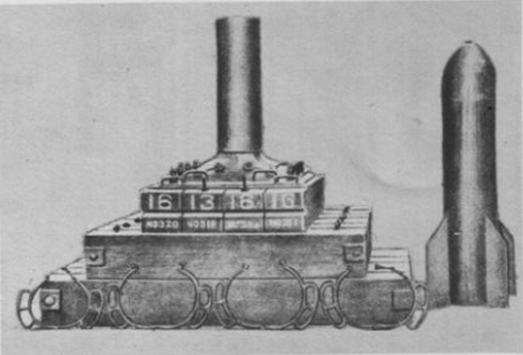